# Поло на яках

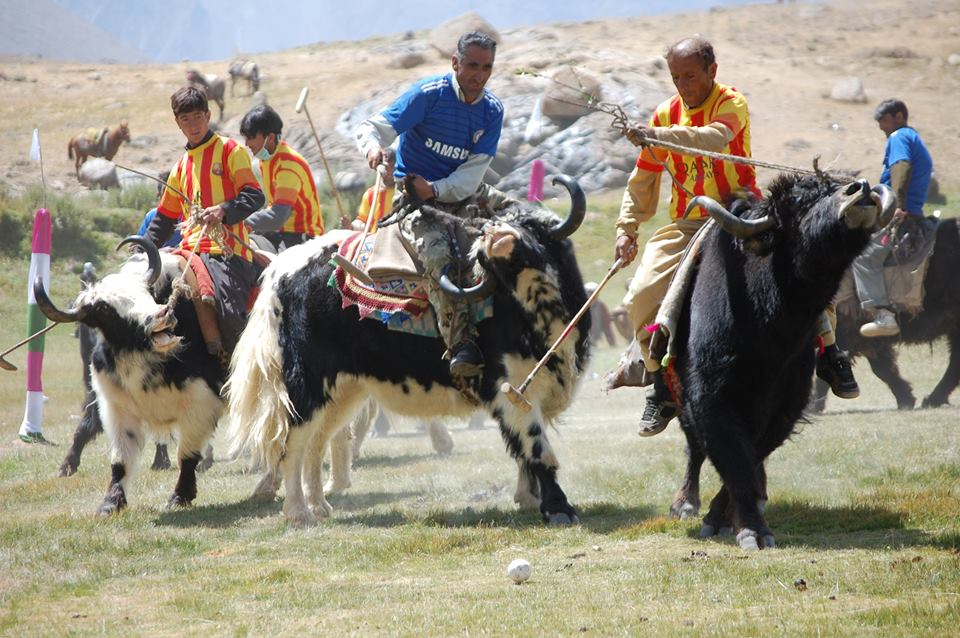

Поло на яках (или сарлаганское поло) — монгольский вариант спортивного поло. В нём игроки сидят на яках, а не на лошадях.
Первоначально изобретённый в начале 2000-х годов в качестве туристической достопримечательности, спорт, как сообщается, с 2006 года привлекает в Монголии некоторое внимание. Монгольская ассоциация сарлаганского поло утверждает, что спорт находится на подъёме, летом 2006 года проводилось по четыре игры в неделю. В Пакистане в поло на яках играют в Гималаях и Гиндукуше на перевале Барогиль в округе Читрал. Мероприятие проводится в июле каждый год при финансовой поддержке Сархадской туристической корпорации и правительства провинции Хайбер-Пахтунхва, Пакистан.